# Idactus cristulatus
Idactus cristulatus är en skalbaggsart som först beskrevs av Leon Fairmaire 1886.  Idactus cristulatus ingår i släktet Idactus och familjen långhorningar.
Artens utbredningsområde är:
- Djibouti.
- Malawi.
- Moçambique.
- Zimbabwe.

Inga underarter finns listade i Catalogue of Life.